# Darb at-Tacht
Darb at-Tacht (arab. درب التخت) – miejscowość w Syrii, w muhafazie Aleppo. W 2004 roku liczyła 1050 mieszkańców.